# 青年海盜 (德國)
青年海盜（Junge Piraten；通稱JuPis）是德國海盜黨的青年組織。組織創立於威斯巴登2009年4月18日，在第一個委員會議中選出。隨後15歲的 Carmelito Bauer 選出成為第一任主席，自此之後委員會每年由現任成員於聯邦會議中選舉。在第一次聯邦會議會員們在2009年定義董事會將改變。從此它包含七個委員會成員，主席及代表，首席祕書，會計如同三位行政助理。
地區組織為於柏林、下萨克森、北莱茵-威斯特法伦及黑森。
一般上沒有會員加入到母政黨。這裡會員沒有在最小年齡限制，但是限定年齡於28歲（會員資格於28歲生日結束）。這個限制不包含榮譽會員。 

## 資料來源
1. ↑  Gründungstreffen 18.4.2009[]，海盜青年的維基。
2. ↑  List of regional organizations[]，海盜黨青年團的維基。

## 外部連結
- 官方網站 （页面存档备份，存于） （德文）